# Heart of the Ages
Heart of the Ages – debiutancki album norweskiego zespołu metalowego In the Woods..., wydany w 1995 roku. Muzykę zawartą na tym albumie można określić jako black metal.

## Lista utworów
1. „Yearning the Seeds of a New Dimension” – 12:23
2. „Heart of the Ages” – 8:22
3. „In the Woods...” – 7:50
4. „Mourning the Death of Aase” (utwór instrumentalny) – 3:33
5. „Wotan’s Return” – 14:52
6. „Pigeon” (utwór instrumentalny) – 3:00
7. „The Divinity of Wisdom” – 9:07

## Twórcy
- Christian Botteri – gitara basowa, śpiew
- Christopher Botteri – gitara
- Anders Kobro – perkusja
- Oddvar Moi – gitara
- Jan Kennet Transeth – śpiew